# Rudi van Dantzig
Rudi van Dantzig (n. Amsterdam, 4 d'agost del 1933; † 19 de gener del 2012), va ser un coreògraf, ballarí de ballet i escriptor dels Països Baixos. Des del 1965 fins a la seva mort va ser líder coartístic del Het Nationale Ballet (Amsterdam).
Van Dantzig va néixer a Amsterdam. Després que Sonia Gaskell (se'n va anar el 1969) i la resta dels seus companys deixessin el Het Nationale Ballet el 1971, ell en va ser l'únic líder artístic fins al 1991. El 1986 va escriure una novel·la autobiogràfica, Voor een verloren soldaat, basada en la seva relació amorosa amb un jove soldat canadenc d'uns vint anys quan encara era un adolescent primerenc. El 1992 es va estrenar una pel·lícula basada en la novel·la. Van Dantzig també va publicar una biografia de l'artista i combatent de la resistència holandesa Willem Arondeus el 2003.